# 렉시 콜커
렉시 콜커(Lexy Kolker, 2009년 8월 17일 ~ )는 미국의 배우이다. 《프릭스》(2018)로 2020년 제41회 젊은 예술가상 영화 부문 여우주연상을 수상했다.

## 출연 작품

### 영화
- 프릭스 (2018)

### 텔레비전
- 크리미널 마인드 (2015)
- 더블 타겟 (2016-18)
- 에이전트 오브 쉴드 (2017-18)